# Pawlowo (Nischni Nowgorod)
Pawlowo (russisch Павлово) ist eine Stadt in der Oblast Nischni Nowgorod (Russland) mit 60.698 Einwohnern (Stand 14. Oktober 2010).

## Geografie
Die Stadt liegt in Zentralrussland, etwa 80 km südwestlich der Oblasthauptstadt Nischni Nowgorod am rechten Ufer der Oka, eines rechten Nebenflusses der Wolga.
Pawlowo ist Verwaltungszentrum des gleichnamigen Rajons.
Die Stadt ist über eine Eisenbahnstrecke (Station Metallist) mit Nischni Nowgorod verbunden.

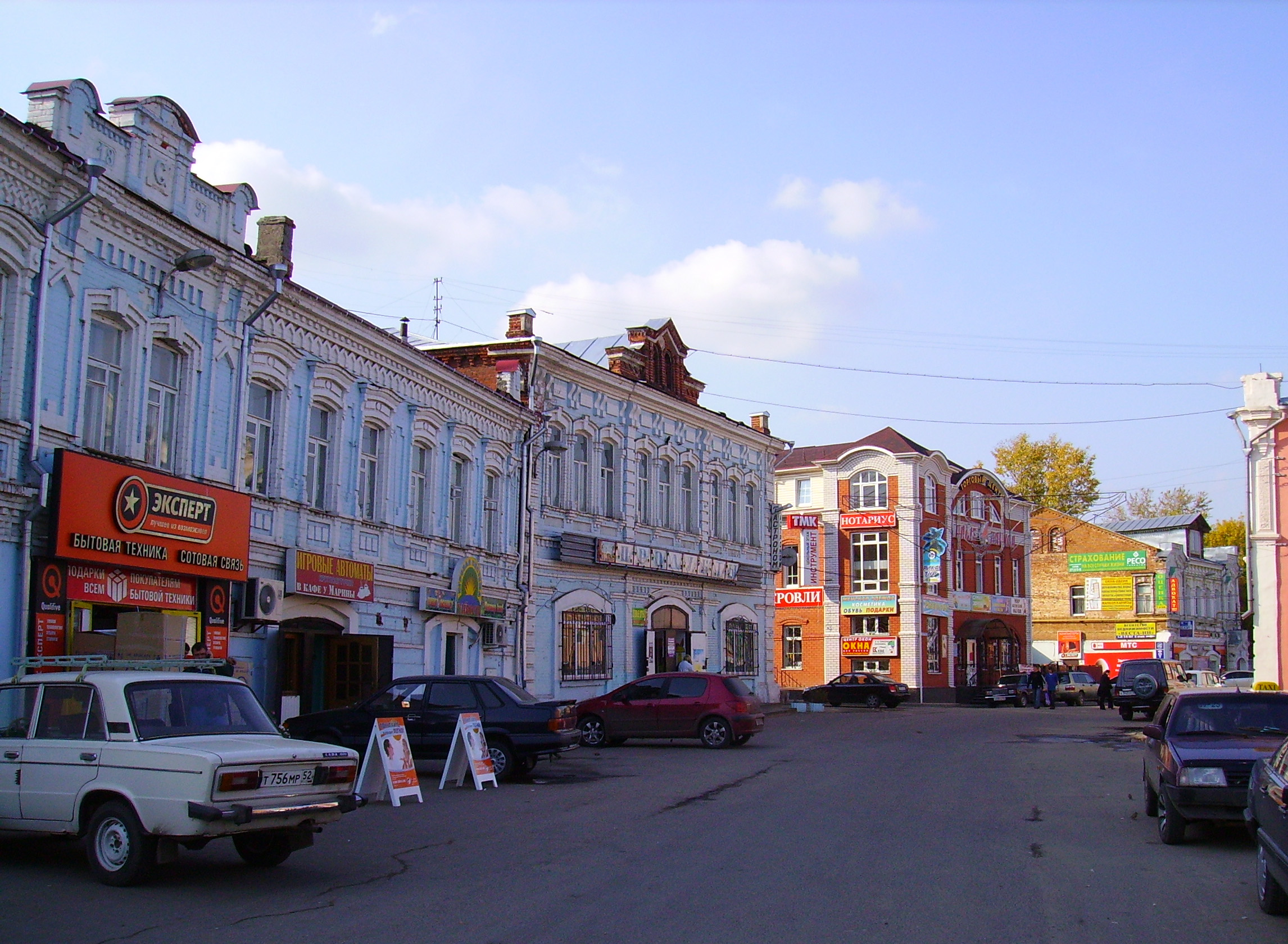
Stadtzentrum
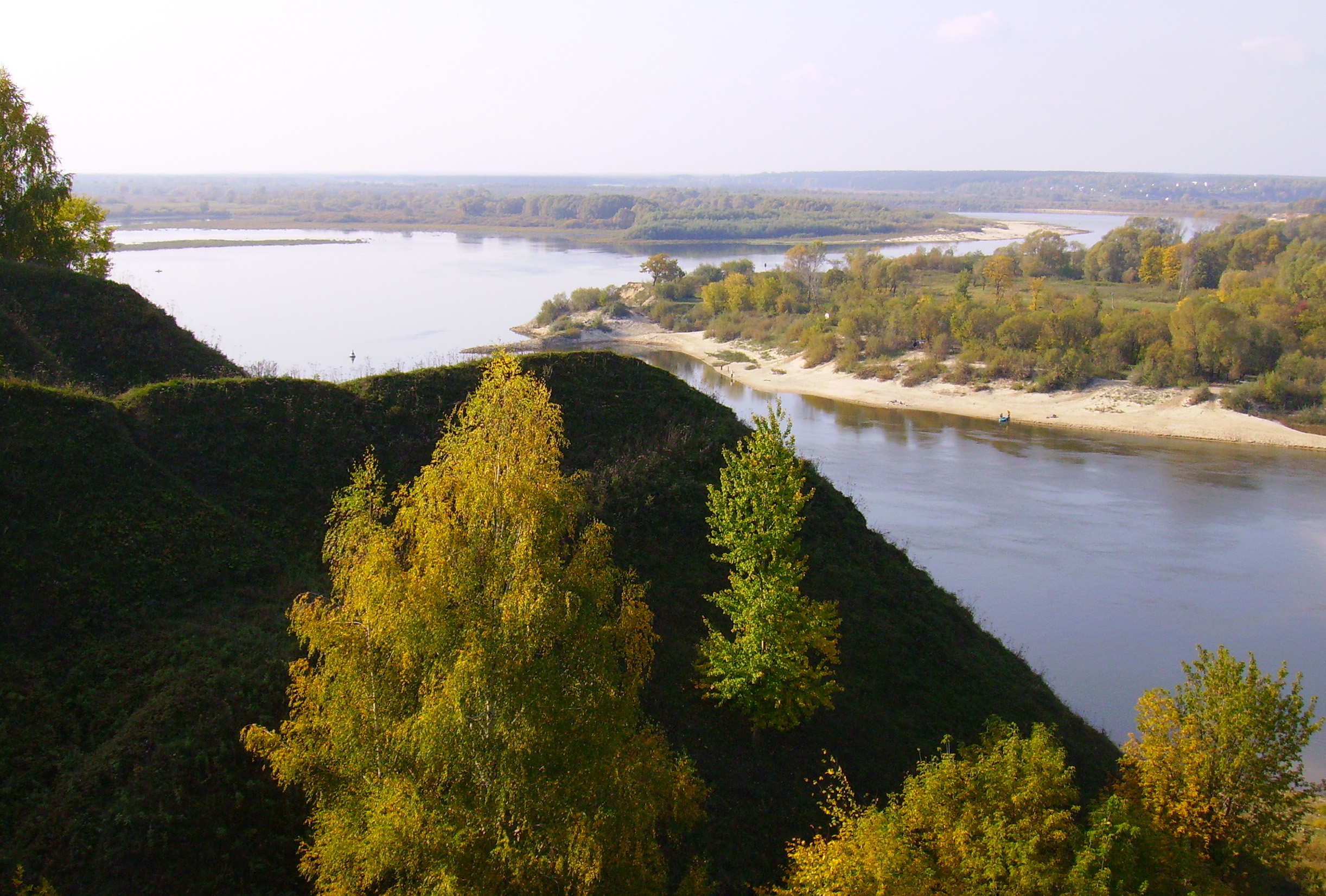
Die Oka bei Pawlowo

## Geschichte
Pawlowo ist seit dem 17. Jahrhundert als dem russischen Zaren gehörendes Dorf bekannt (auch Pawlow Ostrog genannt). Im 18. Jahrhundert wurde es zu einer reichen Handwerker- und Handelssiedlung. 1919 erhielt der Ort Stadtrecht.

### Bevölkerungsentwicklung
| Jahr | Einwohner |
| ---- | --------- |
| 1897 | 12.000    |
| 1939 | 32.414    |
| 1959 | 47.890    |
| 1970 | 63.240    |
| 1979 | 68.353    |
| 1989 | 71.534    |
| 2002 | 64.814    |
| 2010 | 60.698    |

Anmerkung: Volkszählungsdaten (1897 gerundet)

## Kultur und Sehenswürdigkeiten
In Pawlowo sind mehrere Kirchen aus dem 18. Jahrhundert erhalten, so die Auferstehungskirche (Woskressenski-Kirche) von 1778 und die Christi-Himmelfahrt-Kirche (Wosnessenski-Kirche) von 1795, daneben eine Anzahl von Villen (zum Beispiel des Kaufmanns W. Gomolin und des Fabrikanten Terebin), Verwaltungsgebäuden sowie hölzernen Wohnhäusern aus dem 19. Jahrhundert. Es gibt ein Heimat- und ein Geschichtsmuseum.
Eine örtliche Kuriosität ist das Zucht von (essbaren) Zimmerzitronen, welche seit etwa 1860 betrieben wird. Die Anzahl der Bäume soll heute in die Zehntausende gehen. Eine im Stadtzentrum aufgestellte Skulptur weist auf diese Berühmten Pawlowsker Zitronen hin.

## Wirtschaft

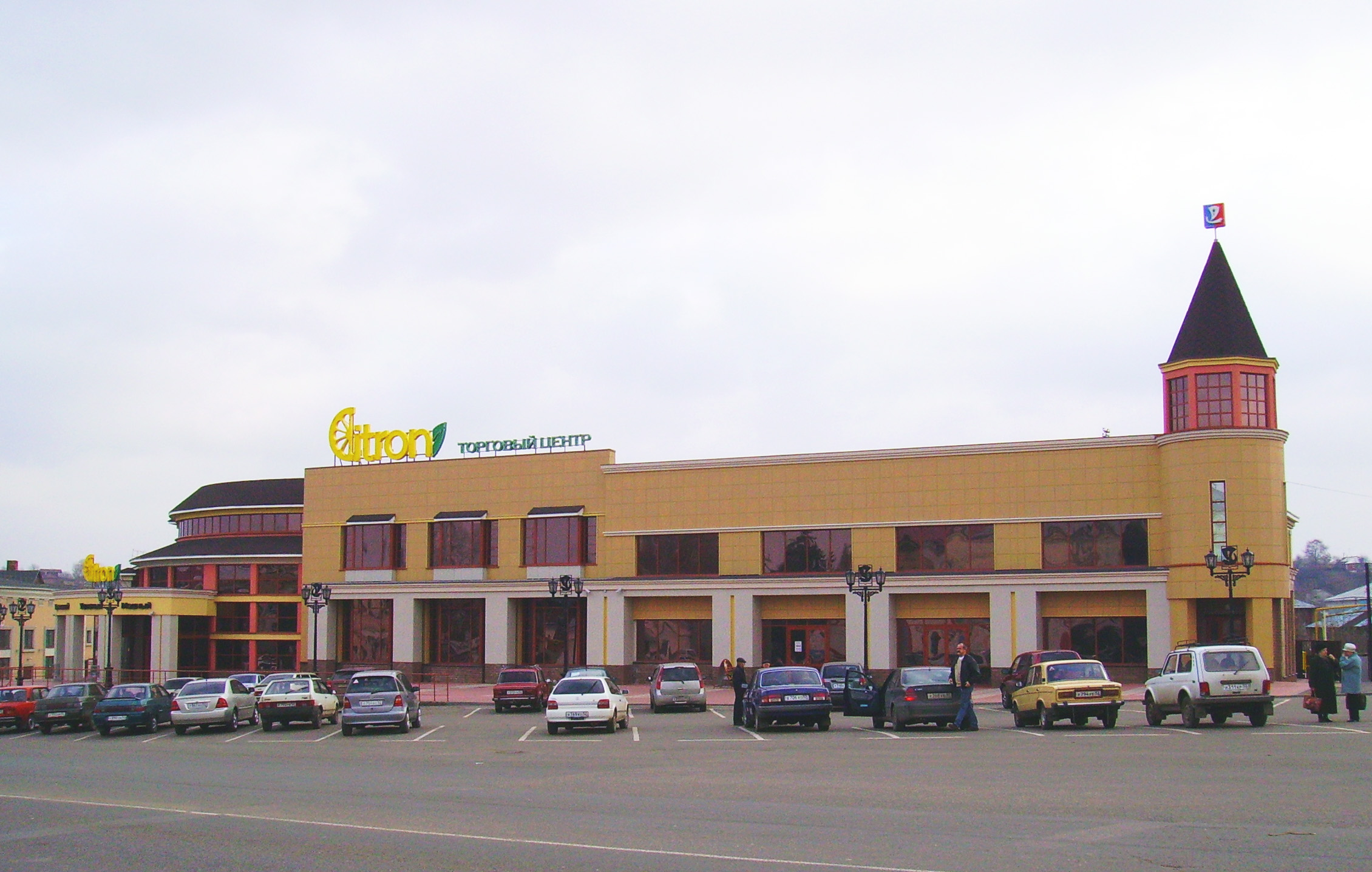
Einkaufszentrum Citron

Wichtigstes Unternehmen der Stadt ist das seit 1932 produzierende Pawlowski Awtobusny Sawod. Daneben gibt es weitere metallverarbeitende Betriebe, Gerätebau und Lebensmittelindustrie.

## Söhne und Töchter der Stadt
- Alexei Faworski (1860–1945), Chemiker
- Sergei Brysgalow (* 1992), Fußballspieler
- Roman Jemeljanow (* 1992), Fußballspieler
- Nikita Michailowski (* 2000), Basketballspieler